# Kevin McHale (actor)
Kevin Michael McHale (Plano, Texas, 14 de junio de 1988) es un actor, cantante, bailarín y personalidad de la radio estadounidense, excomponente del grupo musical NLT. Su popularidad se la debe al papel de Artie Abrams en la serie de televisión Glee (2009-15) en el que interpreta a un parapléjico en silla de ruedas.

## Primeros años
Nacido en Plano, Texas, sus padres son Christopher McHale y Elizabeth Payne. Es el menor de cuatro hijos. McHale es descendiente de inmigrantes del condado de Mayo, Irlanda. Creció con la actriz y cantante Demi Lovato. Asistió a la Academia de la Escuela Secundaria Canyons en el Valle de Santa Clarita en California.

## Carrera
Comenzó su carrera participando en varios anuncios publicitarios de Dallas. En 2003, se unió a la banda musical NLT, siendo telonero de Pussycat Dolls en su gira por Estados Unidos. Su debut en televisión tuvo lugar en 2005, en el programa de sketches protagonizado por actores adolescentes Todo eso y más. Desde entonces ha aparecido en varias series de televisión, como Zoey 101 y True Blood, así como en el cortometraje Ruthless (2007), de Julie Sagalowsky. En 2009 pasó a formar parte del reparto de la serie Glee, donde interpreta al guitarrista y cantante parapléjico Artie Abrams. En 2011 participó como Everett McDonald en el video musical de "Last Friday Night (T.G.I.F.)" de la cantante pop Katy Perry.
En 2019, lanzó su primer sencillo como solista “Help Me Now”, junto con el video musical de la canción. La canción es parte del primer EP de Kevin el cual salió a la venta en el mercado internacional el 21 de junio de 2019, también estrenó el segundo sencillo del EP James Dean el 7 de junio de 2019 junto con el video musical.
En 2019 inició un podcast con su mejor amiga y coestrella de Glee Jenna Ushkowitz que lleva por nombre Showmance, donde realizan entrevistas a diferentes personalidades e invitados.

## Vida privada
En septiembre de 2012, McHale y su perro Sophie aparecieron en una campaña publicitaria de PETA, promoviendo la adopción de los refugios de animales.
En junio de 2016, la Human Rights Campaign lanzó un video tributo para las víctimas de la Masacre de la discoteca Pulse de Orlando, en la cual McHale y otras celebridades relataron historias de las personas que fueron asesinadas ahí.
En septiembre de 2016, cocreó la aplicación móvil +ONE, con el objetivo de “proveer a las personas una aplicación que simplifique los procesos de creación de eventos”.
En abril de 2018, salió del armario a través de un tuit. Actualmente mantiene una relación con el actor Austin P. McKenzie.
Reside en Hollywood Hills en un inmueble de medio siglo valorado en $1.025 millones.

## Filmografía

### Series
| Año       | Título                  | Rol                   | Notas                                  |
| --------- | ----------------------- | --------------------- | -------------------------------------- |
| 2005      | All That                | Mark                  | Episodio: "On-Air Dares"               |
| 2007      | The Office              | Chico de las entregas | Episodio: "Launch Party"               |
| 2007–2008 | Zoey 101                | Dooley Fibadoo        | 3 episodios                            |
| 2008      | True Blood              | Neil Jones            | 2 episodios                            |
| 2009–2015 | Glee                    | Artie Abrams          | Protagonista, 113 episodios            |
| 2016-2017 | We Bare Bears           | Barry (voz)           | 2 episodios                            |
| 2017      | When We Rise            | Bobbi Campbell        | Protagonista, 8 episodios              |
| 2018      | Nailed It               | El mismo              | Episode: "First Date to Life Mate"     |
| 2020      | Élite                   | Bill McKinley         | Episodio: "Nadia y Omar" (temporada 3) |
| 2021      | American Horror Stories | Barry                 | Invitado 1 episodio, serie de TV       |

### Programas
| Año       | Título                     | Rol           | Notas      |
| --------- | -------------------------- | ------------- | ---------- |
| 2010      | Teen Choice Awards de 2010 | Copresentador | Evento     |
| 2012      | Teen Choice Awards de 2012 | Presentador   | Evento     |
| 2014–2016 | Virtually Famous           | Presentador   |            |
| 2019      | The X Factor: Celebrity    | Participante  | 7.mo lugar |

### Películas
| Año  | Título        | Rol               | Notas |
| ---- | ------------- | ----------------- | ----- |
| 2015 | The Numberlys | Task Master (voz) |       |

## Videos musicales
| Año  | Título                                                              | Artista       | Notas                                                       |
| ---- | ------------------------------------------------------------------- | ------------- | ----------------------------------------------------------- |
| 2007 | "That Girl"                                                         | NLT           | Él mismo                                                    |
| 2009 | "She Said, I Said (Time We Let Go)"                                 | NLT           | Él mismo                                                    |
| 2009 | "Karma"                                                             | NLT           | Él mismo                                                    |
| 2010 | "Blacklight"                                                        | One Call      |                                                             |
| 2011 | "Last Friday Night (T.G.I.F.)"                                      | Katy Perry    | Everett McDonald                                            |
| 2014 | "Somebody Loves You"                                                | Betty Who     |                                                             |
| 2015 | "Summer Nights"                                                     | Justin Thorne | Himself                                                     |
| 2019 | "Help Me Now"                                                       | Él mismo      | Director: Justin Thorne                                     |
| 2019 | "James Dean"                                                        | Él mismo      | Director: Justin Thorne. Aparición especial Johnny Sibilly. |
| 2020 | "I Am So Much Better Than You at Everything" (con Chord Overstreet) | Royalties     | Desconocido                                                 |

## Discografía
EP
- Boy (2019)[8]

## Premios
Premios del Sindicato de Actores
| Año  | Categoría                                                                 | Trabajo | Resultado |
| ---- | ------------------------------------------------------------------------- | ------- | --------- |
| 2009 | Mejor reparto de televisión - Comedia (junto al resto de reparto de Glee) | Glee    | Ganadores |

Teen Choice Awards
| Año  | Categoría            | Trabajo | Resultado |
| ---- | -------------------- | ------- | --------- |
| 2010 | Revelación masculina | Glee    | Nominado  |